# Nephoptera tibialis
Nephoptera tibialis är en insektsart som beskrevs av Boris Petrovich Uvarov 1929. Nephoptera tibialis ingår i släktet Nephoptera och familjen vårtbitare. Inga underarter finns listade i Catalogue of Life.